# 전주장동초등학교
전주장동초등학교는 대한민국 전북특별자치도 전주시 덕진구 장동에 있는 공립 초등학교이다.

## 학교 연혁
- 1967.12.01. 장동(長洞)국민학교 추진위원 22명 결성 발촉
- 1968.08.10. 부지 8,079m2(2,475평) 매입
- 1969.04.09. 장동분교 시공식
- 1969.08.01. 조촌국민학교 장동분교장 인가(1,2학년 1학급 분리 수용)
- 1970.03.01. 장동초등학교로 승격(5개학급 314명, 초대 김종수 교장 부임)
- 1972.02.20. 제1회 62명 졸업
- 1984.03.05. 병설유치원 개원
- 1987.01.01. 행정구역 개편으로 전주시로 편입
- 1996.03.01. 전주장동초등학교로 교명 개칭
- 2010.03.01. 도교육청 방과후학교 시범학교 지정
- 2010.12.22. 후관 3층 4개 교실 증설
- 2011.03.01. 전라북도교육청지정 학력향상형창의경영학교 운영(2011-2013)
- 2014.09.01. 제21대 김서경 교장 부임
- 2015.02.10. 병설유치원 제31회 졸업(10명 졸업, 총 297명 졸업)
- 2015.02.13. 제44회 졸업식(15명 졸업, 총 1,308명 졸업)
- 2015.03.02. 6학급 편성(1학년 21명 입학)

## 참고 자료
- 전주장동초등학교 - 한국교육학술정보원 학교알리미